# 理想気体
理想気体（、英: ideal gas）または完全気体（、英: perfect gas）は、圧力が温度と密度に比例し、内部エネルギーが密度に依らない想像上の気体である。気体の最も基本的な理論モデルであり、より厳密な他の気体の理論モデルはすべて、低密度では理想気体に漸近する。統計力学および気体分子運動論においては、気体を構成する個々の粒子の大きさが無視できるほど小さく、構成粒子間には引力が働かない系である。

理想気体分子が分子同士または容器壁と完全弾性衝突を繰り返す様子。分子同士が衝突するためには分子は有限の大きさを持たなければならない。

実際には、どんな気体分子にも、ある程度の大きさがあり、分子間力も働いているので、理想気体は実在しない。理想気体に対して現実の気体は、実在気体または不完全気体と呼ばれる。実在気体も、低圧で高温の状態では理想気体に近い振る舞いをするため、常温・常圧において、実在気体を理想気体とみなしても問題ない場合は多い。

## 状態方程式
理想気体の状態方程式には2ないし3種のバリエーションがある。大きな違いは、気体を粒子の集まりとみなすか否かである。式の上での形式的な違いは、平衡状態における理想気体の圧力 p が
- 質量密度に比例するか
- 数密度に比例するか
- モル密度（モル体積の逆数）[4]に比例するか

である。

### 質量密度を変数とする状態方程式
温度 T、体積 V、質量 m の平衡状態における、理想気体の圧力 p は
{\displaystyle p={\frac {mR_{\text{s}}T}{V}}}
で表され、質量密度 m/V と温度 T に比例する。比例係数 Rs は比気体定数と呼ばれる。係数 Rs は [エネルギー]×[温度]−1×[質量]−1 の次元を持つ定数で、気体の種類によって異なる。例えば空気の比気体定数は Rair = 287 J kg−1K−1 である。この状態方程式は、気体の構成粒子の存在を前提としない場合でも意味を持つ式である。

### 数密度を変数とする状態方程式
統計力学によると、体積 V の容器の中に古典力学に従う N 個の自由粒子が閉じ込められているとき、温度 T の平衡状態におけるこの気体の圧力 p は
{\displaystyle p={\frac {Nk_{\text{B}}T}{V}}}
で与えられ、数密度 N/V と温度 T に比例する。比例係数 kB は気体の種類によらない普遍定数で、ボルツマン定数と呼ばれる。 kB の次元は [エネルギー]×[温度]−1 である。粒子数 N が式中に現れていることから明らかなように、この状態方程式は、気体の構成粒子の存在を前提としなければ意味を持たない。

### モル体積を変数とする状態方程式
温度 T、体積 V、物質量 n の平衡状態における、理想気体の圧力 p は
{\displaystyle p={\frac {nRT}{V}}}
で表され、モル体積 V/n に反比例し、温度 T に比例する。比例係数 R は気体の種類によらない普遍定数で、モル気体定数と呼ばれる。R は [エネルギー]×[温度]−1×[物質量]−1 の次元を持ち、その値はボルツマン定数 kB にアボガドロ定数 NA を掛けたものに等しい。また、比気体定数 RM に気体のモル質量 M を掛けたものにも等しい。この状態方程式は、通常は、気体の構成粒子の存在を前提としている。なぜなら国際単位系では、気体の物質量 n は構成粒子数 N を NA で割ったものとして定義されるからである。ただしSIの定義にこだわらなければ、気体の構成粒子の存在を前提しなくても、純粋に巨視的な物理学の範囲内でこの状態方程式に意味を持たせることができる。

## エネルギーと熱容量
気体の振る舞いは状態方程式だけでは決まらず、エネルギー、あるいは熱容量に関する情報が必要であり、これは理想気体に関しても同様である。
理想気体の持つ性質として、断熱自由膨張では温度が変化しないことが挙げられて、これは状態方程式から一般的に導かれる性質である（ジュールの法則）。
この性質は温度が体積には依存せず、エネルギーだけの関数であり、逆に言えばエネルギーが体積には依存せず、温度だけの関数であることを言っている。
エネルギーの温度依存性は、適当なモデルの仮定の下で統計力学を用いれば、温度に線型に依存することが導かれる。
エネルギーが温度に線型に依存するということは、比熱容量が定数であることを意味する。
単に理想気体と呼ぶ場合に比熱容量が定数であるか否かは文献によるので注意が必要である。
統計力学への理論的なつながりが意識される物理学系の教科書などでは、通常は理想気体の比熱容量は定数であるとされる場合が多く、定数でない場合は半理想気体や半完全気体と呼び分けられる。
これに対して、理想気体に比熱容量の定数性を要求しない文脈では、比熱容量が定数である場合に狭義の理想気体と呼び分けられる。

### 内部エネルギーとエンタルピー
温度 T、物質量 n の平衡状態における狭義の理想気体の内部エネルギーは
{\displaystyle {\begin{aligned}U&=n\mu ^{*}+ncRT\\&=mu^{*}+mcR_{\text{s}}T\\&=NU^{*}+NckT\end{aligned}}}
で表される。
ここで係数 c は理想気体の物性を反映した無次元の定数である。また、μ*, u*, U* は適当なエネルギーの基準点で積分定数に相当する。
エネルギーの基準点は化学反応の議論においてのみ意味をもつ定数である。
このときエンタルピーは
{\displaystyle {\begin{aligned}H=U+pV&=n\mu ^{*}+n(c+1)RT\\&=mu^{*}+m(c+1)R_{\text{s}}T\\&=NU^{*}+N(c+1)kT\end{aligned}}}
となる。

### 熱容量と比熱比
内部エネルギーとエンタルピーの形からモル熱容量は
{\displaystyle C_{V,{\text{m}}}=cR,~C_{p,{\text{m}}}=(c+1)R}
となる。
従って無次元の定数 c は比熱比と
{\displaystyle \gamma =1+{\frac {1}{c}}}
{\displaystyle c={\frac {1}{\gamma -1}}}
で関係付けられる。

### 熱容量と力学的自由度
適当なモデルを仮定して統計力学を用いれば、係数 c は構成粒子一つあたりの力学的自由度の 1/2 に相当することが導かれる。
構成粒子が内部自由度のない剛体回転子とみなせる場合は、構成粒子の幾何学的対称性で決まり、粒子が球対称（これはしばしば単原子理想気体と呼ばれる）であれば3つの併進の自由度をもち、 c = 3/2 となる。
粒子が軸対称である場合は3つの併進の自由度に加えて2つの回転の自由度をもつため c = 5/2 となり、粒子が非対称である場合には3つの回転の自由度を持つため c = 3 となる。
現実の分子で剛体回転子とみなせる分子は少なく、内部自由度を考える必要がある。2原子分子であれば、軸対称粒子としての5つの自由度に加えて振動の自由度を1つもつ。充分に温度が高ければ振動モードが励起されて c = 3 に近づく。
例えば一酸化炭素 CO は c = 2.50 だが、二酸化炭素 CO2 は c = 3.46 である。水蒸気 H2O は c = 3.04 だが、二酸化硫黄 SO2 は c = 3.80 である。二原子分子に限っても塩素 Cl2 は c = 3.08 であって、5/2 よりもむしろ 3 に近い。希ガス、酸素、窒素、水蒸気などの少数の例外を除けば、比例係数 c は分子式から手計算で求められる数値ではない。ファンデルワールス定数 a, b と同様に、比例係数 c は実際の気体の熱力学的性質を再現するように定められるパラメータである。また、剛体回転子とはみなせない分子の標準定積熱容量は、温度により少なからず変化する。それにも関わらず狭義の理想気体という気体の理論モデルをあえて考えるのは、エントロピーなどの表式がきわめて簡単になるからである。また、内部エネルギーを表す近似式としてそれで十分な場面も多い。とくに空気の主成分である酸素、窒素、水蒸気は（結露しない限り）比較的広い温度・圧力範囲で狭義の理想気体とみなせる。

## その他の諸関数
熱力学における重要な状態量であるエントロピーは、単一成分の流体では
{\displaystyle S=\int \left\{{\frac {C_{p}}{T}}\,dT-\left({\frac {\partial V}{\partial T}}\right)_{p}dp\right\}}
で与えられ、狭義の理想気体の場合は状態方程式と熱容量の具体的な形を用いて
{\displaystyle {\begin{aligned}S&=n(c+1)R\int {\frac {dT}{T}}-nR\int {\frac {dp}{p}}\\&=n\sigma ^{*}+n(c+1)R\ln {\frac {T}{T^{*}}}-nR\ln {\frac {p}{p^{\circ }}}\end{aligned}}}
となる。
ここで σ*, T*, p° は積分定数で、それぞれエントロピー、温度、圧力の基準を与える。
圧力の基準点としては、しばしば標準状態圧力が用いられる。
状態方程式と内部エネルギーの式を用いれば
{\displaystyle {\begin{aligned}S&=n\sigma ^{*}+ncR\ln {\frac {T}{T^{*}}}+nR\ln {\frac {V}{nRT^{*}/p^{\circ }}}\\&=n\sigma ^{*}+ncR\ln {\frac {U-n\mu ^{*}}{ncRT^{*}}}+nR\ln {\frac {V}{nRT^{*}/p^{\circ }}}\end{aligned}}}
と表わすこともできる。

### 化学ポテンシャル
単一成分の流体では、化学ポテンシャルの圧力による微分が
{\displaystyle \left({\frac {\partial \mu }{\partial p}}\right)_{T}=V_{\text{m}}(T,p)}
で与えられるので、理想気体の場合は状態方程式から
{\displaystyle \mu (T,p)=\mu ^{\circ }(T)+RT\ln {\frac {p}{p^{\circ }}}}
と書くことができる。ここで積分定数に相当する μ° は標準化学ポテンシャルである。
この式は比熱容量の定数性を用いておらず、半理想気体においても成り立つ関係式である。
狭義の理想気体においては、先に導入した定数を用いれば
{\displaystyle \mu ^{\circ }(T)=\mu ^{*}-T\sigma ^{*}+(c+1)RT\left(1-\ln {\frac {T}{T^{*}}}\right)}
と表わされる。

### 完全な熱力学関数
熱力学関数は自然な変数の組み合わせがあり、エントロピーの自然な変数は内部エネルギーと物質量、および体積やその他の示量性変数である。
完全な熱力学関数としてのエントロピーは
{\displaystyle S[U,n,V]=n\sigma ^{*}+ncR\ln {\frac {U-n\mu ^{*}}{ncRT^{*}}}+nR\ln {\frac {V}{nRT^{*}/p^{\circ }}}}
である。
これを内部エネルギーについて解くことで、完全な熱力学関数としての内部エネルギーが
{\displaystyle U[S,n,V]=n\mu ^{*}+ncRT^{*}\left({\frac {nRT^{*}/p^{\circ }}{V}}\right)^{1/c}\exp \left[{\frac {S-n\sigma ^{*}}{ncR}}\right]}
と得られる。
完全な熱力学関数としての自由エネルギーは
{\displaystyle F[n,V;T]=n(\mu ^{*}-T\sigma ^{*})+ncRT\left(1-\ln {\frac {T}{T^{*}}}\right)-nRT\ln {\frac {V}{nRT^{*}/p^{\circ }}}}
{\displaystyle G[n;T,p]=n(\mu ^{*}-T\sigma ^{*})+n(c+1)RT\left(1-\ln {\frac {T}{T^{*}}}\right)+nRT\ln {\frac {p}{p^{\circ }}}}
となる。

## 理想混合気体
成分 i の多寡を ni で表すとき、多成分の理想気体の状態方程式と内部エネルギーは
{\displaystyle pV=\sum _{i}n_{i}R_{i}T}
{\displaystyle U=\sum _{i}\left\{n_{i}\mu _{i}^{*}+n_{i}c_{i}R_{i}T\right\}}
である。
エネルギーの基準点 μi*と物性を反映した無次元の定数 ci は各々の成分ごとに導入される。
成分 i の多寡を物質量で量る場合には気体定数は物質の種類に依らない普遍定数であるが、質量で量る場合には物性を反映して各々の成分ごとに導入される。
理想混合気体であっても組成が変化しない場合は単一成分の流体と同じように振る舞うので、エントロピーが
{\displaystyle S({\boldsymbol {n}};T,p)=S^{*}+\sum _{i}\left\{n_{i}(c_{i}+1)R_{i}\ln {\frac {T}{T^{*}}}-n_{i}R_{i}\ln {\frac {p}{p^{\circ }}}\right\}}
となる。積分定数 S* は温度と圧力に依存しないという意味での定数であるが、組成に依存して定まる関数である。
これを変形して
{\displaystyle S({\boldsymbol {n}};T,p)=\Delta _{\text{mix}}S+\sum _{i}\left\{n_{i}\sigma _{i}^{*}+n_{i}(c_{i}+1)R_{i}\ln {\frac {T}{T^{*}}}-n_{i}R_{i}\ln {\frac {p}{p^{\circ }}}\right\}}
と表わしたとき、ΔmixS は混合のエントロピーと呼ばれ
{\displaystyle {\begin{aligned}\Delta _{\text{mix}}S({\boldsymbol {n}})&=S({\boldsymbol {n}};T,p)-\sum _{i}S_{i}(n_{i};T,p)\\&=-\sum _{i}n_{i}R_{i}\ln x_{i}\end{aligned}}}
である。
これは同じ温度と圧力での純粋な成分 i の系を集めたものと、それらを同じ温度と圧力のまま混合した系とのエントロピーの差である。

## 半理想気体
比熱容量の定数性が要求されない半理想気体においては、エンタルピーとエントロピー、およびギブズエネルギーがそれぞれ
{\displaystyle H(n;T,p)=n\eta ^{*}+n\int _{T^{*}}^{T}C_{p,{\text{m}}}(T')\,dT'}
{\displaystyle S(n;T,p)=n\sigma ^{*}-nR\ln {\frac {p}{p^{\circ }}}+n\int _{T^{*}}^{T}{\frac {C_{p,{\text{m}}}(T')}{T'}}\,dT'}
{\displaystyle G(n;T,p)=n(\eta ^{*}-T\sigma ^{*})+nRT\ln {\frac {p}{p^{\circ }}}+n\int _{T^{*}}^{T}\left(1-{\frac {T}{T'}}\right)C_{p,{\text{m}}}(T')\,dT'}
と表わされる。
ここで η* は積分定数に相当するエネルギーの基準点である。
構成粒子の並進運動の自由度のため、半理想気体の定圧モル熱容量について任意の温度で
{\displaystyle C_{p,{\text{m}}}(T)\geq {\frac {5}{2}}R}
が成り立つ。

## 性質
理想気体に成立する法則として代表的なものには次のものが挙げられる。

### ボイルの法則
理想気体の等温圧縮率 κT は気体の種類に依らない。
{\displaystyle \kappa _{T}=-{\frac {1}{V}}\left({\frac {\partial V(T,p)}{\partial p}}\right)_{T}={\frac {1}{p}}}

### シャルルの法則
理想気体の熱膨張率 α は気体の種類に依らない。
{\displaystyle \alpha ={\frac {1}{V}}\left({\frac {\partial V(T,p)}{\partial T}}\right)_{p}={\frac {1}{T}}}

### アボガドロの法則
アボガドロの法則は、同一圧力、同一温度の条件下では、気体の種類に関係なく同体積に同じ数の分子を含むというもの。
この法則は、気体の構成粒子の存在を前提としなければ意味を持たない。

### ドルトンの分圧の法則
理想気体の混合気体について、その圧力が混合気体を構成する個別の気体の分圧の和であるという法則。
この法則が成り立つ条件は、気体の構成粒子の存在を前提するか否かで異なる。
構成粒子の存在を前提する場合気体の混合前後あるいは分離前後で構成粒子の総数が変化しない。
構成粒子の存在を前提しない場合準静的な等温操作で混合あるいは分離のための仕事 Wmix が無視できる。

### マイヤーの関係式
理想気体の二つのモル熱容量の差は
{\displaystyle C_{p,{\text{m}}}-C_{V,{\text{m}}}=R}
となる。この関係はマイヤーの関係式と呼ばれる。この関係式は状態方程式から導かれる性質で、半理想気体についても成り立つ。

### ポアソンの法則
準静的な断熱過程においては、エントロピーが一定となる。
狭義の理想気体においては、対数の性質を用いてエントロピーの式を変形すれば
{\displaystyle S=n\sigma ^{*}+nRT\ln {\frac {T^{c}V}{nR(T^{*})^{c+1}/p^{\circ }}}}
となり、物質量が変化しないとすれば
{\displaystyle T^{c}V={\text{const.}}}
の関係が導かれ、さらに状態方程式を用いて
{\displaystyle pV^{\gamma }={\text{const.}}}
の関係が導かれる。これらはポアソンの法則と呼ばれる。この法則は狭義の理想気体に対してのみ成り立つ法則である。半理想気体では近似的にのみ成り立つ。

## 統計力学による再現
理想気体の手短な解説において
- 理想気体の体積中では気体分子の占める体積は存在しない（分子の体積がゼロ）。
- 理想気体では分子間力がいっさい作用しない（相互作用がゼロ）。
- 理想気体は分子同士[15]や容器内壁と衝突してもその衝突前と衝突後で運動エネルギーの和は変わらない（完全弾性衝突）。

という説明がなされることがある。しかし、分子の体積と相互作用の両方が厳密にゼロだったなら、分子同士が衝突することはありえない。そのため気体が熱平衡に達するには、容器内壁を介して間接的に分子がエネルギーを互いにやり取りしなければならない。ところが容器内壁と分子の衝突が完全弾性衝突だったなら、それも不可能である。したがって、分子の体積がゼロ、相互作用がゼロ、完全弾性衝突だったなら、どれだけ時間が経っても気体が熱平衡に達することはない。
上の3条件のいずれかを適当に緩めると、気体を熱平衡状態にすることができる。例えば、容器内壁と分子の間にエネルギーのやり取りを許せばよい。そうすると壁を温度 T の熱浴とみなせるので、カノニカル分布の方法が使える。
あるいは、完全弾性衝突の条件をそのままにして
- 理想気体の体積中で構成粒子の占める体積はきわめて小さいがゼロではない（微小剛体球）。
- 理想気体では粒子間に引力が働かない（引力がゼロ）。
- 理想気体は粒子同士や容器内壁と衝突してもその衝突前と衝突後で運動エネルギーの和は変わらない（完全弾性衝突）。

としてもよい。ここで微小剛体球の半径は、実際の分子の大きさよりもずっと小さい値、例えば 1 fm（核子くらいの大きさ）を仮定する。剛体球なので、粒子間距離が球の直径より小さくなろうとしたときには強い斥力が働いて粒子同士の衝突は完全弾性衝突となるが、粒子間距離が球の直径より少しでも大きいときには粒子間に相互作用が働かない。理想気体の体積中で構成粒子の占める体積が十分に小さければ、この系はほとんど独立な粒子の集まりとなるので理想系である。容器内壁との衝突が完全弾性衝突ということは、この壁が断熱壁であるということなので、体積 V と 粒子数 N が一定であれば、この系は孤立系である。よってボルツマンの公式によりエントロピーを求めることができる（ミクロカノニカルアンサンブル）。

### 内部自由度のない粒子からなる理想気体
単原子理想気体の性質は、粒子の並進運動の分配関数から計算できる。すなわち、容器内壁以外でポテンシャルがゼロであるようなハミルトニアンを用いることで、単原子理想気体の性質が統計力学により再現される。

### 剛体回転子からなる理想気体
狭義の理想気体の性質は、分子の並進と回転の分配関数から計算できる。分子を古典力学に従う剛体回転子とみなすと、理想気体の熱容量が温度に依存しないことが統計力学により再現される。

### 振動する分子からなる理想気体
半理想気体の性質は、分子の並進と回転と振動の分配関数から計算できる。必要であれば分子の電子状態の分配関数も考える。調和振動子のハミルトニアンを用いることで、理想気体の熱容量が温度に依存することが統計力学により再現される。窒素 N2、酸素 O2、水蒸気 H2O の熱容量が比較的広い温度範囲で一定とみなせるのは、これらの分子の分子振動を励起するのに必要なエネルギーが  kBT よりもずっと大きいためである。

## 相転移
理想気体はどんな条件下でも相転移しない。これは理想気体が以下の性質を持つと仮定しているためである。
- 理想気体の体積中で気体分子の占める体積は無視できるほど小さい。
実在気体では、圧力を一定に保ったまま温度を下げていくと、液体か固体に相転移する。あるいは、温度を一定に保ったまま圧力を上げても、液体か固体に相転移する。それに対して理想気体では、圧力を一定に保ったまま温度を下げていくと、気体の体積が際限なく小さくなる。温度を一定に保ったまま圧力を上げても同様である。理論上は、絶対零度または圧力無限大の極限で理想気体の体積は 0 になる。理想気体では実在気体の相転移現象を再現できない。
理想気体を拡張したモデルに剛体球モデル（英語版）がある。このモデルでは、気体分子は、分子と同程度の大きさの剛体球で表される。剛体球モデルでは、適度な低温または適度な高圧で、気体が固体に相転移する（アルダー転移）[20]。このことから、理想気体で相転移が起こらないのは気体の分子の体積を無視したためであることが分かる。剛体球モデルでは平均自由行程を求めることができるので、粘度などの輸送係数について議論することができる。また、密度が低くて連続体とみなすことができない希薄気体を扱うこともできる[21]。
- 理想気体には気体分子間の引力が作用しない。
剛体球モデルでは、気体から液体への相転移が起きない。それに対して理想気体の別の拡張モデルであるファンデルワールス気体では、気液相転移が起こる[注 7]。ファンデルワールス気体は、気体分子間の引力を考慮した理論モデルである。このことから、理想気体や剛体球モデルで気液相転移が起こらないのは気体分子間の引力を無視したためであることが分かる。

## 極限法則としての理想気体
理想気体は気体の理論モデルである。理想気体は想像上の存在である、といってもよい。ボイル＝シャルルの法則が厳密に成り立つ気体は、現実には存在しない。理想気体の法則は、低圧の状態に近づくにつれて実在気体でも厳密に成り立つようになる極限法則である。
実在気体が理想気体と若干異なる性質を持つのは、気体分子に体積があり、分子間力が働いているためである。温度 T と分子数 N が一定の場合、気体が低圧の状態に近づくということは、気体分子の数密度が減るということだから、気体分子の体積と分子間力について次のことが言える。
- 実在気体の体積中で気体分子の占める体積の割合は、温度が同じなら低圧ほど小さくなり、圧力ゼロの極限でゼロになる。
分子が集まってできた固体の圧縮率や熱膨張率は、常温・常圧の気体と比べてはるかに小さい。このことから、分子自体の大きさは、温度や圧力によってさほど変化しないと考えられる。よって分子の数密度が減れば、気体分子の占める体積の割合は小さくなる。
- 実在気体の気体分子間に働く分子間力は、温度が同じなら低圧ほど弱くなり、圧力ゼロの極限でゼロになる。
低密度になるほど、分子間の平均距離が長くなる。分子同士が離れているほど、分子間力は弱くなる。個々の分子がほかの分子の影響を受けずに過ごす時間は低密度になるほど長くなる、といってもよい[23]。

どんな気体でも温度を一定に保ったまま低圧にすると、気体分子の体積と分子間力が無視できるようになるので、ボイル＝シャルルの法則が成り立つようになる。実在気体の状態方程式はすべて、低密度で理想気体に漸近する形になっている。例えばファンデルワールスの状態方程式
{\displaystyle p={\frac {RT}{V_{\text{m}}-b}}-{\frac {a}{{V_{\text{m}}}^{2}}}}
あるいはビリアル方程式
{\displaystyle p={\frac {RT}{V_{m}}}\left(1+{\frac {B_{V}(T)}{V_{m}}}+{\frac {C_{V}(T)}{V_{m}^{2}}}+...\right)}
はどちらも、温度 T 一定、モル体積 Vm → ∞ の極限で理想気体の状態方程式となる。
同じ理由で、どんな気体でも圧力を一定に保ったまま高温にすると、密度が減少して気体分子の体積と分子間力が無視できるようになるので、ボイル＝シャルルの法則が成り立つようになる。ただしある程度の高温になると、どんな気体でも分子の解離や電離（プラズマ化）が起こるため、分子数 N が温度や圧力によって変化するようになる。そのような高温領域では、アボガドロの法則とドルトンの法則は成り立っても、ボイル＝シャルルの法則は成り立たなくなる。それゆえ「理想気体の法則は高温の状態に近づくにつれて実在気体でも厳密に成り立つようになる極限法則である」ということはできない。

## 理想気体の応用
理想気体は、気体が関係する物理化学現象を解析する際に、気体のモデルとして多用される。例として
- 固相や液相と相平衡にある蒸気
- 解離などの気相の化学平衡
- 電離（プラズマ化）した気体の電離平衡

が挙げられる。

## 歴史

### ルニョーによる発見

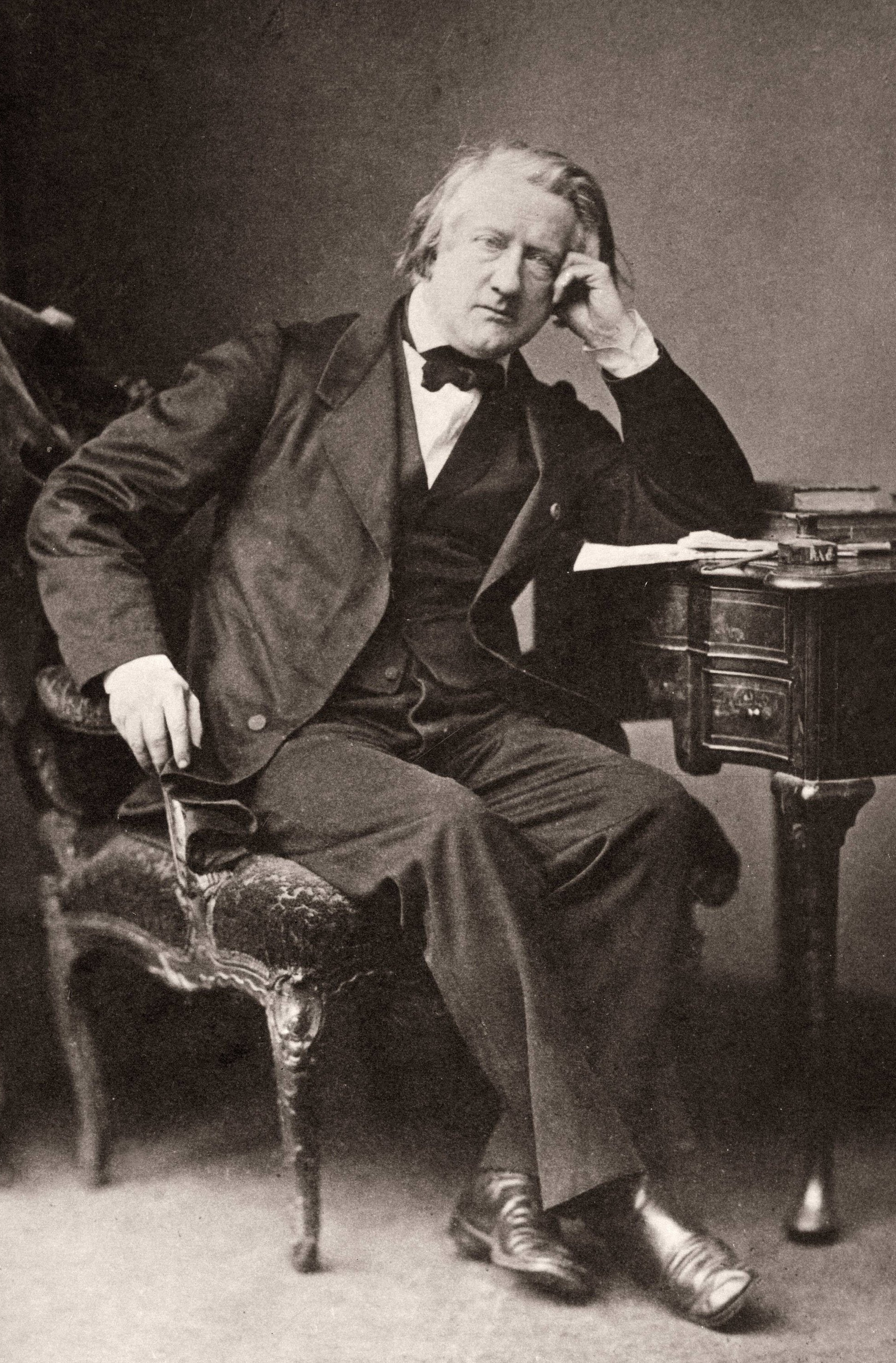
アンリ・ヴィクトル・ルニョー（Henri Victor Regnault）

気体の性質については、17世紀には盛んに研究がすすめられ、ボイルの法則やシャルルの法則などが発見されていた。そして19世紀に入った1802年、ジョセフ・ルイ・ゲイ＝リュサックは、気体の体積は温度が１℃上昇すると266分の1だけ増加し、この増加の割合は気体の種類によらないという実験結果を発表した。さらに同じ時期に、ジョン・ドルトンも同様の結果を導き出した（しかし後に、ドルトンの測定値には計算の誤りがあり、実際はゲイ＝リュサックの値とは異なっていることが明らかになっている）。
気体の熱膨張率が気体の種類によらないというゲイ＝リュサックらの実験結果から、気体は物質の種類とは無関係の熱の普遍的な性質が現れると考えられるようになった。さらに、気体は固体や液体よりも熱膨張しやすく観測が容易であることも相まって、19世紀前半になると、熱学において気体の研究は重要な位置を占めるようになった。
しかしその後、このゲイ＝リュサックの結果に対して疑問が抱かれるようになった。フレードリク・ルードベリは1837年の論文で、ゲイ＝リュサックの実験は空気を乾燥していない条件での数値であって、乾燥させた空気では値が異なってくることを明らかにした。ハインリヒ・グスタフ・マグヌスはルードベリの実験を追試するとともに、体積が膨張する割合は気体によって異なることを発見した。
アンリ・ヴィクトル・ルニョーは1842年の論文で、様々な気体について精密に実験した結果を発表した。そして、ゲイ＝リュサックらによる気体の基本的な性質が成り立つのは、特殊な条件下にある気体、すなわち理想気体に限られることを見出した。さらにルニョーは、気体が圧縮された状態にあると、理想気体からのずれは大きくなることを発見した。ルニョーは、これは圧縮によって分子間の引力が強くなったためだと推察した。
分子間力も考慮に入れた状態方程式は、1873年、ヨハネス・ファン・デル・ワールスによって作られた。

### 温度計への影響
ゲイ＝リュサックの理論が理想気体のみでしか成り立たないという発見は、温度計の分野において大きな転換点になった。そもそも温度計は、温度によって基準物質（水銀など）が体積変化（または圧力変化）する現象を利用している。そして当時は、熱の本質はカロリック（熱素）という物質であるという、カロリック説が主流であった。カロリック説によれば、温度とはカロリックの量で決まるため、カロリックの量を正しく反映させることのできる温度計が優れた温度計となる。そして、ゲイ＝リュサックの実験によれば、気体においてはどの気体でも熱膨張率が一定であるので、このことから気体は液体や固体と比べて物体の種類に影響されることなく、カロリックの量を正確に反映した体積変化をすると考えられていたのである。以上のことから、ピエール＝シモン・ラプラスは1825年、著書『天体力学』5巻において、気体である空気を基準物質とした空気温度計こそが真の温度計だと主張した。
しかし、ルニョーによって気体の熱膨張率が気体の種類によって異なることが明らかになると、空気温度計を真の温度計として他と比べて絶対視することはできなくなった。ウィリアム・トムソン（ケルヴィン卿）は1848年、特定の物質を基準物質として、それで絶対的な尺度を得ることはできないと述べた。

### 熱力学第二法則
実在の気体は理想気体の性質を満たさないが、高温になると理想気体と似たふるまいを示す。この現象について、カロリック説では、高温の気体ではカロリックの持つ膨張力（斥力）が強くはたらき、分子間力が無視できるようになるためだと説明されていた。それに対し、ルドルフ・クラウジウスは、高温では分子間力に対してなされる仕事が、外圧に対してなされる仕事と比べて無視できるほど小さくなるためだと述べ、カロリックを使わずにこの現象を説明した。
そしてクラウジウスは1850年の論文で、理想気体を取り上げて研究し、理想気体の状態方程式などから、熱力学第一法則（エネルギー保存の法則）を定式化した。さらにクラウジウスは同論文で、熱は低温の物体から高温の物体へとひとりでに流れることはないという、熱力学第二法則を初めて導き出した。
一方、ウィリアム・トムソン（ケルヴィン卿）は理想気体に基づいた理論を拒否した。そしてトムソンは、クラウジウス論文から1年遅れとなる1851年に、理想気体に限定しない形で熱力学第二法則を導き出した。さらに1854年には、同じく理想気体に頼らずに熱力学温度を定義した。トムソンは1878年、理想気体について、「そのどの性質もいかなる現実の物質によっても厳密には実現されず、そのいくつかの性質は未知で想像によってさえまったく与えることのできない完全気体と呼ばれるある架空の実在を最初に構成することによって、熱力学の理解はきわめて遅らされ、学生は不必要に混乱させられ、単なる浮砂にすぎぬものが温度測定の基礎として与えられてきた」と批判している。